# Greaves (Mondkrater)

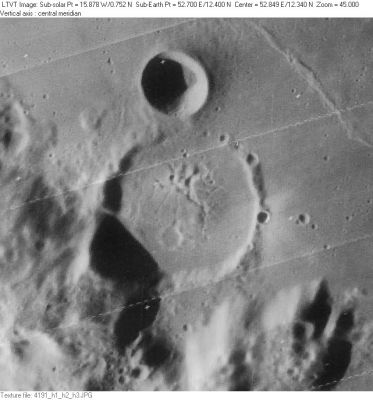
Greaves, oben im Bild

Greaves ist ein Einschlagkrater am östlichen Rand der Mondvorderseite, am südwestlichen Rand des Mare Crisium, unmittelbar nördlich des Kraters Lick.
Der relativ wenig erodierte Krater ist schalenförmig mit einem ebenen Boden.
Der Krater wurde 1976 von der IAU nach dem britischen Astronomen offiziell benannt.